# 高橋まき
高橋まき（たかはし まき、1968年12月14日 - ）は、上方寄席囃子三味線奏者。兵庫県神崎郡香寺町（現・姫路市）出身。

## 来歴
姫路市内で兵庫銀行の銀行員をしている時、「九雀寄席」という落語会（1988年～現在も継続中）を見に行ったのがきっかけで、桂九雀と知り合い、その縁で1992年12月、寄席三味線のかつら枝代（桂枝雀夫人）に弟子入り。
当初は銀行員との兼業であったが、1996年、九雀と（有）落語工房を立ち上げると同時に銀行を退職。（有）落語工房社長として桂九雀のマネージメントをしながら、自身も寄席囃子奏者として活動。
1999年に九雀と結婚。二男をもうける。
2012年、寄席囃子に専念するため、（有）落語工房の活動を停止（2013年に清算）。その後、米朝事務所扱いの様々な落語会で寄席囃子を勤めていたが、いったん一線を退いた。今は再び、活動をしている。上方落語協会には所属していないので、天満天神繁昌亭昼席、神戸新開地喜楽館昼席で演奏することはない。
桂九雀主宰の噺劇（はなしげき）では、旗揚げから下座を勤めていたが、最近は演奏は後輩に委ね、音楽部長として、下座のプランをたてる立場のことも多くなった。
本名は室屋真喜。旧姓の高橋真喜で仕事をしていたが「真喜」という漢字を正しく書いて貰えることが少なく、ひらがなに改名し「高橋まき」で仕事をしている。
2015年3月1日、初の弟子・岡野鏡(きょう)が入門したが、現在は、岡野鏡は九雀門下となり、技術指導だけを、高橋まきが行う、という形式になった。
2018年、当時、小学2年生の澤部春里(しゅり)に指導を始め、今は澤部春里との二挺で演奏することもある。